# Росарио (Уругвай)
Росарио (исп. Rosario) — город в юго-западной части Уругвая, на юго-востоке департамента Колония.

## География
Расположен примерно в 14 км к западу от города Нуэва-Эльвесия, в 51 км к северо-востоку от административного центра департамента — города Колония-дель-Сакраменто и в 130 км к северо-западу от столицы страны, Монтевидео. Город находится на автомобильной дороге № 2, в 2 км к северу от её пересечения с национальным шоссе № 1. Вдоль северной и северо-восточной оконечностей Росарио протекает река Колья, которая на юго-восточной окраине города впадает в реку Росарио. Абсолютная высота — 18 метров над уровнем моря.

## История
Город был основан 24 января 1775 года. 17 августа 1920 года получил статус города (ciudad).

## Население
Население города по данным на 2011 год составляет 10 085 человек.
| Год  | Население |
| ---- | --------- |
| 1908 | 10 682    |
| 1963 | 7705      |
| 1975 | 8292      |
| 1985 | 8879      |
| 1996 | 9428      |
| 2004 | 9311      |
| 2011 | 10 085    |

Источник: Instituto Nacional de Estadística de Uruguay

## Известные личности
- Диего Годин — уругвайский футболист